# Capones
Die Capones sind eine aus München und Umgebung stammende Band, die 2003 ursprünglich als Ska-Band gegründet wurde. Im Laufe der Jahre wurde das musikalische Repertoire um Disco, Funk, Reggae, Hip-Hop  und Latin erweitert. Seit 2010 trat die Band auch unter der Kurzform Cap1s respektive capONEs in Erscheinung und elektronische Klänge gewannen an Einfluss. Zum Markenzeichen der Band zählt der zumeist mehrstimmige und mehrsprachige Gesang, die eingängigen Bläserlinien und die tanzbaren Rhythmen. Live wird die Band regelmäßig von den Münchener Rapkünstlern Roger Rekless und Boshi San begleitet.

## Geschichte
Das Debütalbum der Band 2004 war Rhythm Elixir, auf dem sich fünf Studio- und sechs Live-Tracks befinden. Das zwei Jahre später veröffentlichte Mistico Capital ist ein reines Studioalbum und es zeigt noch wesentlich mehr musikalische Einflüsse wie Reggae oder Latino-Rhythmen als sein Vorgänger. Mit ONE legte die Band 2010 ihr drittes Album vor und kleidete hier den band-typischen Sound in ein Gewand aus „pinkem Neon und grellen Flashlights“.
Am 23. Juli 2011 trat die Band zum vorerst letzten Mal auf. Das Abschiedskonzert fand in der Münchener Muffathalle statt. Die Erlöse des CD- und Posterverkaufs wurden zu 50 % dem Sternstunden-Tag für Ostafrika gespendet, das Konzert selbst war eintrittsfrei. Hauptgrund für die Pause waren längere Auslandsaufenthalte mehrere Bandmitglieder, so dass es unmöglich war, weiterzumachen.
Im Jahr 2017 vereinigten sich die Capones wieder und gaben seither mehrere Comeback-Konzerte. Mittlerweile ist die Band zu sechst wieder auf Tour.

## Diskografie
- 2004: Rhythm Elixir (LP, DIY / Re-Release: I Hate Music Records)
- 2004: El Fantasma (Single, DIY)
- 2005: Live It Up (Single, DIY)
- 2006: Mistico Capital (LP, Soulfire Artists / Rough Trade / Edel)
- 2010: Rewind (Single, I Hate Music Records)
- 2010: ONE (LP, Sounds Perfect)

## Auszeichnungen
- 2005: Zwei erste Plätze in den lokalen Vorrunden und Bayern-Final-Sieg im Publikums-Voting von Emergenza
- 2005: Gewinner des Bandwettbewerbs „Stadt-Land-Rock“, Süddeutsche Zeitung[2]

## Trivia
- Die Band war offizieller Toursupport für The Busters und spielte bisher mehr als 250 Shows in ganz Europa.
- Beim Lied Purple Punches vom Album Mistico Capital hat Johnny Strange der Gruppe Culcha Candela einen Gastauftritt – die Band revanchierte sich kurze Zeit später und steuerte für ein Feature-Projekt 2006 die Bläser-Sektion bei.
- Unter fast 9000 Bands weltweit führte die Band 2005 über mehrere Monate das Worldranking im Publikumsvoting mit 430 Stimmen von Emergenza.[3]